# Йожеф Уйварі
Йожеф Уйварі (угор. Újvári József, нар.4 квітня 1904, Тоальмаш — пом. 9 січня 1945, Будапешт) — угорський футболіст, що грав на позиції воротаря.

## Життєпис
На найвищому рівні виступав у складі столичної команди «Хунгарія». Прийшов у команду в 1926 році уже після завершення «золотої ери», коли клуб 10 сезонів поспіль з 1914 по 1925 роки (два роки під час Першої світової війни чемпіонат не проводився) ставав чемпіоном Угорщини. Але й у часи виступів Уйварі «Хунгарія» залишалася серед лідерів національного футболу, упевнено тримаючись в трійці призерів чемпіонату. В 1929 році клуб під керівництвом тренера Бели Ревеса здобув чемпіонський титул, випередивши на одне очко «Ференцварош», що до цього три роки поспіль був першим. В переможному сезоні Уйварі відіграв 10 матчів із 22, був основним у першій частині сезону, але під кінець чемпіонату поступився місцем у воротах Ерне Немету. 
7 жовтня 1928 року дебютував в офіційних матчах у складі національної збірної Угорщини в грі проти Австрії у матчі Кубка Центральної Європи, що завершився поразкою 1:5.
У сезонах 1929/30 і 1930/31 Уйварі був у основним (14 і 21 матч відповідно), а команда займала в чемпіонаті третє і друге місця. Протягом 1931—1932 років він також тричі зіграв за збірну. З сезону 1931/32 міцнішими на останньому рубежі «Хунгарії» почали ставати позиції Анталя Сабо, майбутнього основного воротаря збірної. В тому ж році команда перемогла у Кубку Угорщини. У фіналі грав Сабо.
Зіграти у фіналі Кубку Уйварі отримає змогу в 1935 році, але цей матч його команда програє «Ференцварошу» з рахунком 1:2. В тому ж році Йожеф зіграв ще один матч за збірну, а також чотири поєдинки у Кубку Мітропи, престижному міжнародного турнірі для найсильніших команд центральної Європи. Усього у цих змаганнях на рахунку Уйварі 9 матчів у 1928—1935 роках.
В 1936 році Йожеф удруге став чемпіоном Угорщини, зігравши у трьох матчах першості. В наступному сезоні команда знову стала першою, але без участі Уйварі. У 1937—1939 роках зіграв за команду лише три матчі у чемпіонаті, але тим не менше був викликаний у збірну. У січні 1938 року зіграв у товариському матчі з Люксембургом (6:0). Цей поєдинок став шостим і останнім для гравця в національній команді.

## Досягнення
- Чемпіон Угорщини: 1928–29, 1935–36
- Срібний призер Чемпіонату Угорщини: 1927–28, 1930–31, 1932–33
- Володар Кубка Угорщини: 1932
- Фіналіст Кубка Угорщини: 1935

## Статистика виступів за збірну
| Дата       | Місто              | Господарі  | Результат | Гості    | Турнір                   | Голи | Примітки |
| ---------- | ------------------ | ---------- | --------- | -------- | ------------------------ | ---- | -------- |
| 07/10/1928 | Відень             | Австрія    | 5 – 1     | Угорщина | Кубок Центральної Європи | -    | 56'      |
| 08/11/1931 | Будапешт           | Угорщина   | 3 – 1     | Швеція   | товариський матч         | -    |          |
| 13/12/1931 | Турин              | Італія     | 3 – 2     | Угорщина | Кубок Центральної Європи | -    |          |
| 19/02/1932 | Каїр               | Єгипет     | 0 – 0     | Угорщина | товариський матч         | -    |          |
| 12/05/1935 | Будапешт           | Угорщина   | 6 – 3     | Австрія  | товариський матч         | -    | 38'      |
| 16/01/1938 | Люксембург (місто) | Люксембург | 0 – 6     | Угорщина | товариський матч         | -    |          |
| Усього     |                    | Матчів     | 6         |          | Голів                    | -8   |          |